# Serge Valdinoci
Serge Valdinoci (né en 1947) est un penseur et philosophe français. Auteur-chercheur, il a enseigné la philosophie à l'université de Reims (Champagne-Ardenne) pour la plus grande part de sa carrière.
Ses travaux, enseignements et publications concourent à la description et à la mise en pratique d'une méthode, l'europanalyse, qui consiste en une théorie de l'invention dont le foyer est l'expérience affective qui imprègne toutes représentations culturelles ou philosophiques telles que l'Europe historique les a développées.

## Parcours
Serge Valdinoci naît à Joudreville dans le milieu ouvrier des mines.
Il poursuit ses études de Philosophie à l'université de Nancy, où il reçoit notamment les enseignements marquants de Raymond Ruyer.
Après la publication d'une thèse : Les Fondements de la phénoménologie husserlienne (Nijhoff), sous la direction de Paul Ricœur et la présidence de jury d'Emmanuel Levinas, les recherches de Serge Valdinoci s'orientent vers la psychiatrie dite "existentielle" (Ludwig Binswanger, Eugène Minkowski, Erwin Straus...) ; il publie alors Le Principe d'existence (Nijhoff).
À partir de 1987, il contribue au développement d'une pensée radicalement critique à l'égard de l'attitude philosophique, aux côtés de François Laruelle avec lequel il fonde la revue La Décision philosophique, un compagnonnage qui durera - jusqu'en 1998 en termes de publications collégiales - sans que jamais on ne puisse directement assimiler Serge Valdinoci à un représentant de la non-philosophie.
En fait, cette activité critique n'est que la part polémique d'une recherche toute positive qui prolonge les premières interrogations autour de la phénoménologie et amène Serge Valdinoci à élaborer les esquisses d'une doctrine scientifique qui portera désormais le nom d'europanalyse. Le premier ouvrage qu'il publie dans cette perspective en 1990, Introduction dans l'europanalyse. Krisis 2 (Aubier), ouvre le champ d'une recherche dans laquelle il persévère jusqu'à aujourd'hui.

## Œuvre
D'une lecture difficile, même pour les universitaires spécialisés en histoire de la pensée, du fait de l'immensité du champ des savoirs sollicités dans ses ouvrages (médecine, physique quantique, psychiatrie, sociologie, esthétique, linguistique, philosophie...), la recherche europanalytique peut être résumée succinctement ainsi : elle consiste en la mise au point d'une méthode d'exploration de ce que la phénoménologie, dans ses multiples esquisses, a dégagé comme immanence.
Cependant cette méthode se spécifie en dégageant le réel comme puissance d'invention. Retrouvant sous certaines formes les élans des grandes intuitions nietzschéennes qu'il repense à partir de l'immanence radicale (décrite, ainsi que le fera à sa suite François Laruelle, comme un état mystique), son approche renouvèle largement les descriptions phénoménologiques de la manifestation, reléguant une grande partie des apories historiques de la discipline (en particulier sous ses formes herméneutiques et éthiques) et réorganisant la conceptualisation héritée de Husserl et de ses successeurs.
On peut citer un exemple caractéristique : Serge Valdinoci énonce l'identité de la Réduction et de la Donation, leur équation : "réduction = donation". Il radicalise ainsi profondément la règle de proportionnalité aux connotations très ecclésiales énoncée par Jean-Luc Marion ("d'autant plus de Réduction, d'autant plus de Donation"), dont on sait le cas qu'a fait Michel Henry dans la définition des lois de fonctionnement de la phénoménologie.
Plus généralement on peut tenter d'extraire la théorie europanalytique du dialogue qu'il a maintenu avec les universitaires dont les recherches lui étaient contemporaines, jouant chaque fois le jeu de la collégialité scientifique d'une façon assez rare en philosophie malgré une évolution déjà notée par Bergson. Considérant l'humain comme un abîme contemplatif affronté au chaos charnel (de) l'univers, pris dans un processus d'autocisaillement par lequel l'homme s'invente "à même lui-même", Serge Valdinoci avance avec l'europanalyse une description de la genèse nocturne des civilisations (en premier lieu celle de l'Europe gréco-judaïque). Son travail consiste alors à dégager une nouvelle approche de la sémantique et de l'écriture dans la perspective d'une méditation de l'épreuve humaine du sacré - où il retrouve par exemple les grandes intuitions de Georges Bataille quant au fondement sacrificiel des grandes communautés humaines.
Conjointement travail d'effondrement mystique (dans la tradition des grandes théologies négatives et de la pratique ascétique de l'existence) et travail de fondement (de la civilisation autant que des savoirs scientifiques), les recherches europanalytiques tentent de préparer un dépassement des problématiques postmodernes de la Déconstruction (Derrida et les autres acteurs de la "French Theory") en vue de la réécriture d'une encyclopédie humaine appuyée sur l'épreuve affective de l'existence en état d'effervescence inventive plutôt que sur les preuves mathématiquement mesurées que les sciences proposent à partir d'une perspective prioritairement visualisante sur le réel.
Quoique les perspectives offertes par l'europanalyse soient extrêmement vastes et fécondes, la grande difficulté de lecture des textes laisse présager que les retombées théoriques mettront plusieurs années (voire une ou deux générations de chercheurs) à trouver leur place dans le champ du savoir européen - notamment pour la raison que ce champ du savoir se trouve profondément bouleversé par les propositions et énoncés europanalytiques[réf. souhaitée]. La plus grande difficulté que le lecteur aura à surmonter tient, outre les connaissances scientifiques prérequises, à l'usage absolument inédit qu'il est fait du langage dans les livres de Serge Valdinoci, usage de lecture qui oblige tout visiteur à entrer dans l'épreuve du vertige d'exister où le vide et la nuit, matières même de l'existence, imposent de se risquer à inventer en un état de contemplation passive proche de celui dont l'Orient culturel nous donne par tradition l'exemple local si brillant[réf. souhaitée].